# Luce (filme)
Luce (bra: Luce) é um filme de drama e suspense estadunidense de 2019 dirigido, co-produzido e co-escrito por Julius Onah. É estrelado por Naomi Watts, Octavia Spencer, Kelvin Harrison Jr. e Tim Roth. O roteiro do filme é baseado na peça homônima de JC Lee.

## Elenco
- Kelvin Harrison Jr. como Luce Edgar
- Octavia Spencer como Harriet Wilson
- Naomi Watts como Amy Edgar
- Tim Roth como Peter Edgar
- Brian Bradley como DeShaun Meeks
- Andrea Bang como Stephanie Kim
- Norbert Leo Butz como Dan Towson
- Marsha Stephanie Blake como Rosemary Wilson
- Noah Gaynor como Kenny Orlicki
- Omar Brunson como Corey Johnson
- Christopher Mann como Coach Reeves

## Lançamento
O filme teve sua estreia mundial no Festival de Cinema de Sundance em 27 de janeiro de 2019. Pouco depois, a Neon & Topic Studios adquiriu os direitos de distribuição, sendo lançado em 2 de agosto de 2019.

## Recepção
No site agregador de críticas Rotten Tomatoes, 91% das 171 resenhas dos críticos são positivas, com uma classificação média de 7,8/10. O consenso do site diz: "Luce traz um conjunto estelar para apresentar uma história satisfatoriamente complexa que aborda seus temas oportunos de forma instigante." O Metacritic, que usa uma média ponderada, atribuiu ao filme uma pontuação de 72 em 100, baseado em 31 críticos, indicando críticas "geralmente favoráveis".